# 利翁昂叙利亚斯
利翁昂叙利亚斯（法語：Lion-en-Sullias，法語發音：[ljɔ̃ ɑ̃ syljas]）是法国卢瓦雷省的一个市镇，属于奥尔良区。

## 地理
利翁昂叙利亚斯（47°43'37"N, 2°29'23"E）面积24.49 平方千米，位于法国中央-卢瓦尔河谷大区卢瓦雷省，该省份为法国中北部省份，北起埃松省，西北接厄尔-卢瓦省，西南接卢瓦-谢尔省，南至涅夫勒省和谢尔省，东临约讷省，东北接塞纳-马恩省。
与利翁昂叙利亚斯接壤的市镇（或旧市镇、城区）包括：卢瓦尔河畔乌祖埃、当皮埃尔昂比尔利、圣艾尼昂勒雅亚尔、圣弗洛朗、圣贡东。
利翁昂叙利亚斯的时区为UTC+01:00、UTC+02:00（夏令时）。

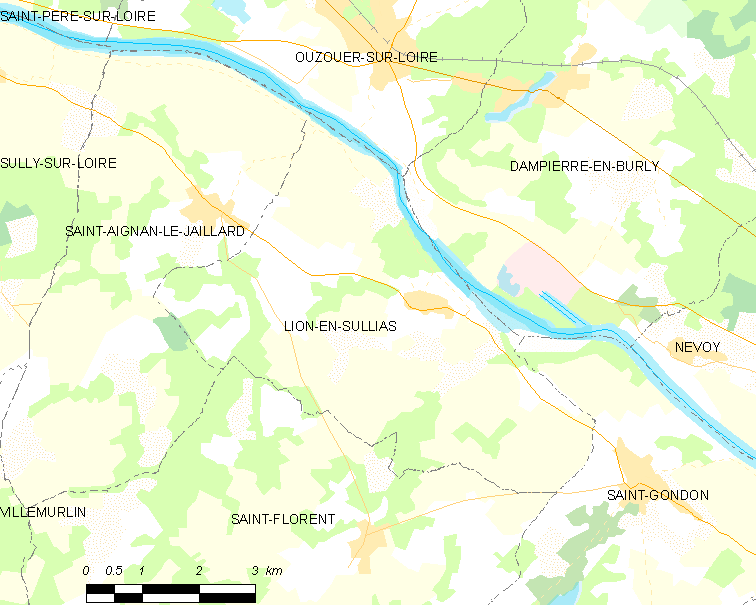
利翁昂叙利亚斯的OSM定位图

## 行政
利翁昂叙利亚斯的邮政编码为45600，INSEE市镇编码为45184。

## 政治
利翁昂叙利亚斯所属的省级选区为卢瓦尔河畔叙利县。

## 人口

1962-2008年间利翁昂叙利亚斯人口变化图示

利翁昂叙利亚斯于2022年1月1日时的人口数量为386人。